# Diktat

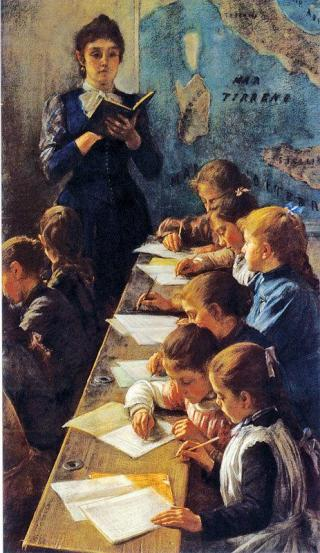
Das Diktat, Demetrio Cosola (1891)

Ein Diktat (von lateinisch dictare ‚diktieren‘, ‚bestimmen‘, Intensiv zu  ‚sagen‘, ‚sprechen‘) ist ein festgelegter und in der Regel unveränderlicher Text, der zum Zweck der Niederschrift mündlich vorgetragen wird. 

## Im Schulwesen
In der Schule versteht man unter Diktat einen Text, der zur Überprüfung der Orthographiekenntnisse vorgelesen wird. In Frankreich und Deutschland sind in zurückliegenden Jahren öffentliche Diktatwettbewerbe entstanden (Dicos d'Or, „Der große Diktatwettbewerb“), die sich nicht nur an Schüler wenden. In Russland gibt es seit 2004 den landesweiten Wettbewerb Totalnyj diktant („Das totale Diktat“).
Neben dem klassischen Diktat haben sich insbesondere an Grundschulen Alternativformen etabliert, etwa das Lauf- oder Schleichdiktat, bei dem ein Text nicht mündlich vorgetragen, sondern als schriftliche Vorlage im Klassenzimmer ausgehängt oder ausgelegt wird, so dass die Kinder sich einzelne Sätze oder Abschnitte einprägen und nach Rückkehr zu ihrem Platz korrekt niederschreiben müssen.

## In der Arbeitswelt
Im Büro versteht man unter Diktat einen Text, aber ebenso den Prozess zu dessen Erstellung, indem ein Diktierender entweder direkt oder vermittelt durch einen Tonträger (etwa ein Diktiergerät) einer Sekretärin oder einem Sekretär einen Text vorträgt, den diese/dieser dann zu Papier bringt. 